# Aérodrome de Bocas del Toro
L'aérodrome de Bocas del Toro "Isla Colón" (espagnol : Aeropuerto Internacional José Ezequiel Hall de Bocas del Toro) (code IATA : BOC • code OACI : MPBO) est un aéroport public situé à 1,5 km au nord-ouest du centre de Bocas del Toro, une ville sur l'île Colón dans la province de Bocas del Toro, au Panama. L'aéroport dispose d'une seule piste, sans voie de circulation. Un petit terminal existe à l'extrémité est de la piste.
L'aéroport dispose d'une tour de contrôle (Bocas Tour 118.4) et de feux de piste. La piste est alignée dans la direction est-ouest.

## Situation
| Ustupu Achutupo Balboa Bocas · del Toro Changuinola Colón Contadora Corazón de Jesús David El Porvenir El Real Garachiné Jaqué Mulatupo Albrook Tocumen Pedasí Playón Chico Puerto Obaldia Sambú Puerto Piña Río Hato Las · Perlas Isla · del Rey |

## Compagnies aériennes et destinations
| Compagnies | Destinations   |
| ---------- | -------------- |
| Air Panama | Panama-Albrook |